# Polyurie
Als Polyurie (von altgriechisch πολυουρία poliuría, deutsch ‚viel Harnen‘; deutsch auch Harnflut) wird eine krankhaft erhöhte Urinausscheidung (vermehrte Diurese) bezeichnet. Bei erwachsenen Menschen wird üblicherweise die Ausscheidung von mehr als 3 Litern Urin in 24 Stunden als Polyurie definiert, es gibt jedoch auch niedriger angesetzte Grenzwerte (z. B. mehr als 2,5 Liter Urin in 24 Stunden). Die Urinmenge eines gesunden Erwachsenen liegt bei 0,8 bis 2 Liter in 24 Stunden. Vergleichszahlen für den normalen Harnfluss bei Kindern (24-Stunden-Sammelurin) fehlen in der Fachliteratur. Man behilft sich mit der Osmolalität des Urins bei den verschiedenen Nierenkrankheiten.

## Ursachen
- Diabetes mellitus: Bei einem schlecht eingestellten oder eventuell unentdeckten Diabetes mellitus kommt es auf Grund einer sogenannten osmotischen Diurese (Filtrationsdiurese) zur Polyurie mit Ausscheidung von Glukose (Glukosurie)
- Diabetes insipidus: ADH-Mangel (Diabetes insipidus centralis) oder fehlendes Ansprechen der Nieren auf ADH (Diabetes insipidus renalis)
- polyurische Phase nach einem akuten Nierenversagen (polyurische Erholungsphase)[7]
- Medikamente (Diuretika)
- Alkohol (hemmt zentral die ADH-Ausschüttung)
- eventuell bei chronischer Niereninsuffizienz mit Isosthenurie (Zwangspolyurie[8][9])
- Nykturie (nächtliche Polyurie) bei Herzinsuffizienz (Ödemausschwemmung)
- Hyperkalzämie
- Bartter-Syndrom
- Conn-Syndrom

## Geschichte
Schon zu Beginn des 20. Jahrhunderts hat Hans Eppinger auf die Bedeutung der Nierenkanälchen (Tubulus) bei der Polyurie hingewiesen. Er beschrieb „Polyurien als Zeichen von tubulärer Insuffizienz; das Auftreten einer solchen Störung wird aber meist durch die gleichzeitig bestehende extrarenale Zirkulationsschwäche verhindert.“ Die Nephrologen beschrieben „die Polyurie als Symptom der tubulären Insuffizienz, also als Folge der tubulären Minderleistung.“ Eine Verkleinerung der Rückresorption des Primärharns bewirkt gegengleich eine Vergrößerung der Diurese und damit des Sekundärharnvolumens (Harnfluss). Walter Frey nannte das „eine tubulär bedingte Polyurie bei gleichzeitiger hochgradiger Reduktion der glomerulären Filtration.“
Früher vermutete man eine Linearität zwischen Harnkonzentration und Harnflussgröße.
Im Jahr 1905 führte der Urologe Joaquín Albarrán die experimentelle Polyurie zur Diagnostik von Nierenstörungen ein.

## Pathophysiologie
Tubuluskrankheiten verursachen eine renale Konzentrationsstörung mit einer Polyurie.

## Symptome
In der Regel findet sich neben der erhöhten Urinausscheidung (mehr als 3 l in 24 Stunden) auch ein dranghaft vermehrter Durst (Polydipsie) zum Ausgleich der Flüssigkeitsverluste. Häufig findet sich dennoch eine sogenannte Exsikkose (Austrocknung, Dehydratation).

## Diagnostik
- Suche nach oben genannten Grunderkrankungen
- Blutzucker
- Elektrolyte: Wichtig ist die Kontrolle der Elektrolyte, da es bei einer Polyurie zum Verlust v. a. von Natrium, Kalium und Calcium kommen kann.
- Medikamenten- und Alkoholanamnese
- Hämatokrit
- Kreatinin
- Urin- und Blutosmolarität

## Differentialdiagnose
Bei der psychogenen Polydipsie trinken Patienten auf Grund einer psychischen Erkrankung zu viel. Natürlich ist dann sekundär die Harnmenge erhöht. Bei der Pollakisurie ist die Miktionsfrequenz auch ohne Veränderung der Gesamtharnmenge erhöht.